# Psalm 146 (Bruckner)
Anton Bruckners Psalm 146 in A-Dur, WAB 37, ist eine Vertonung der Verse 1 bis 11 von Psalm 147 (Psalm 146 in der Vulgata).

## Entstehung und Stellung im Gesamtwerk
Es ist nicht bekannt, welche Gelegenheit Bruckner dazu veranlasste, dieses großformatige Werk zu komponieren, oder ob es zu Bruckners Lebzeiten Aufführungen gab. Er begann vermutlich mit der Komposition in seiner Zeit in Sankt Florian (um 1850) und stellte das Werk um 1856 (spätestens 1858) in Linz fertig, als er bei Simon Sechter studierte.

„When it was written, for whom, and why it was allowed to languish unperformed are all unanswered questions. Its cantata-like structure … and stylistic affinity with the Missa solemnis place it in the late St. Florian years, though its enormous dimensions … are difficult to reconcile with the resources of the monastery.“

„Wann es komponiert wurde, für wen und warum es unaufgeführt liegenblieb, sind alles unbeantwortete Fragen. Seine kantatenähnliche Form … und seine stilistischen Affinitäten zur Missa solemnis sprechen für eine Datierung auf die späte St.-Florian-Zeit, obwohl seine enormen Ausmaße … schwer mit den Ressourcen des Klosters in Einklang zu bringen sind.“

 Eine Skizze des Werkes befindet sich im Archiv von Wels. Ein unvollständiges Autograph und eine vollständige Abschrift mit Annotationen werden in der Österreichischen Nationalbibliothek aufbewahrt. Eine kritische Ausgabe wurde 1996 von Paul Hawkshaw veröffentlicht, und zwar in Band XX/4 der Bruckner-Gesamtausgabe.
Die erste bekannte Aufführung von Bruckners Psalm 146 erfolgte durch Wolfgang Riedelbauch mit dem Hans-Sachs-Chor Nürnberg, dem Lehrergesangverein Nürnberg und den Nürnberger Symphonikern in der Meistersingerhalle, Nürnberg, am 28. November 1971. Ein halbes Jahr später wurde eine weitere Aufführung desselben Ensembles im Studio Colosseum auf LP aufgenommen. Im Mai 1975 fanden weitere Aufführungen statt.
Eine zweite Welle von Aufführungen kam etwa zwanzig Jahre später zustande, unter Leitung von Heinz Wallberg mit dem Niederösterreichischen Tonkünstler-Orchester, dem Chor der Wirtschaftsuniversität Wien und dem Kammerchor der Musikhochschule Wien, zunächst in Wien am 8., 10. und 11. November 1991, dann in Baden bei Wien am 13. November 1991.
Etwa drei Jahre später fand die amerikanische Erstaufführung am 13. Januar 1995 in der Alice Tully Hall statt, unter Leitung von Leon Botstein mit dem American Symphony Orchestra und den Canticum Novum Singers. Hier wurde bereits die von Hawkshaw für die Bruckner-Gesamtausgabe edierte Partitur verwendet.

Zwanzig Jahre später, beim 25. Ebracher Musiksommer, kam es am 6. September 2015 zu einer neuen Aufführung von Gerd Schaller mit der Philharmonie Festiva und dem Philharmonischen Chor München. Sie wurde für den Hänssler Verlag auf CD mitgeschnitten.

Im Rahmen der St. Florianer Brucknertage 2023 wird Psalm 146 am 18. und 19. August von Rémy Ballot mit dem Altomonte Orchester und der St. Florianer Chorakademie aufgeführt.

Zur Feier von Bruckners zweihundertstem Geburtstag (2024) wurde Psalm 146 am 7. Juni 2024 von Franz Anton Krager am Pult des Texas Music Festival Orchestra & Chorus im Moores Opera House, Houston, TX, aufgeführt.
Psalm 146 wurde ebenfalls von Christian Ciucă mit dem Summerchoir 2024 und Orgelbegleitung am 19. Juli 2024 aufgeführt in der Biserica Neagră von Brașov und am 20. Juli 2024 im Ateneul Român of Bucharest in Rumänien.
Die Aufnahmen von Wallberg, Botstein und Ciucă werden im Bruckner Archive in Windsor (Connecticut) aufbewahrt.

## Text
Lob Gottes wegen seiner Wohlthaten

1. Alleluja! Lobet den Herrn; denn lobsingen ist gut: liebliches und zierliches Lob sey unserm Gott!
2. Der Herr bauet Jerusalem, versammelt die Zerstreuten von Israel.
3. Er heilet, die geschlagenen Herzens sind, und verbindet ihre Wunden.
4. Er zählet die Menge der Sterne, und benennet sie Alle mit Namen.
5. Groß ist unser Herr, und groß seine Macht, und seiner Weisheit ist kein Maaß.
6. Der Herr nimmt auf die Sanften, und demüthigt die Sünder bis zur Erde.
7. Singet dem Herrn mit Danksagung: lobsinget unserm Gott mit der Harfe.
8. Er decket den Himmel mit Wolken, und bereitet Regen der Erde. Er läßt Gras wachsen auf den Bergen, und Kräuter zum Dienste der Menschen.
9. Er gibt dem Vieh seine Speise, und den jungen Raben, die zu ihm rufen.
10. Er hat nicht Lust an der Stärke des Rosses, noch Wohlgefallen an den Beinen des Mannes.
11. Der Herr hat Wohlgefallen an denen, die ihn fürchten, und an denen, die auf seine Barmherzigkeit hoffen.[15]

## Musik
Der Psalm 146 ist Bruckners umfangreichste Vertonung eines Psalms. Das Werk von 652 Takten in A-Dur ist konzipiert für achtstimmigen gemischten Doppelchor, Solisten und Orchester (1 Flöte, 2 Oboen, 2 Klarinetten, 2 Fagotte, 4 Hörner, 2 Trompeten, 4 Posaunen, Pauken und Streicher). 
Die Komposition (Gesamtdauer ca. 30 Minuten) besteht aus sechs Teilen:
1. Einzug: "Halleluja! Lobet den Herrn". Langsam, A-Dur – Chor mit Sopransolist und Solo-Horn
2. Rezitativ: Fis-Moll entwickelt sich zu D-Dur
  1. "Der Herr bauet Jerusalem". Kräftig – Bass und Posaunen
  2. "Er heilet die geschlagenen Herzens sind". Weich – Sopran und Hörner
  3. "Er zählet die Menge der Sterne". Frisch – Tenor und Holzblasinstrumente (Oboen und Fagotte)
3. Chor: "Groß ist unser Herr". Schnell, d-Moll entwickelt sich zu D-Dur – Doppelchor in Antiphonie
4. Arioso mit Chor: 
  1. Arioso : "Der Herr nimmt auf die Sanften". Nicht zu langsam, B-Dur – Sopran, Tenor und Alt mit Oboe und Solo-Violine
  2. Chor : "Singet dem Herrn mit Danksagung". Etwas bewegter, Es-Dur
  3. Übergangsarioso:
    1. "Er läßt Gras wachsen auf den Bergen" – Sopran
    2. "Er gibt dem Vieh seine Speise" –  Tenor mit Solo-Klarinette
    3. "Er hat nicht Lust an der Stärke des Rosses" – Bass mit Solo-Fagott, entwickelt sich zu e-Moll
5. Arioso: "Der Herr hat Wohlgefallen an denen die ihn fürchten". Nicht schnell, E-Dur – Soprano
6. Finale mit Fuge: "Halleluja! Lobet den Herrn", A-Dur
  1. Chor: Etwas schnell
  2. Fuge: Nicht schnell – Chor mit Solisten gegen Ende

Wie in der Missa solemnis gibt es deutliche Einflüsse von Haydn und Schubert, vor allem in den Ariosi. Es gibt zwei Passagen im Finale mit Blechblasinstrumenten gefolgt von einem Halleluja, für das sich Bruckner vom Hallelujah des Messiah von Händel inspirieren ließ, über das er oft auf der Orgel improvisiert hatte.
Zum ersten Mal verwendete Bruckner hier ein volles Orchester, mit einigen Archaismen wie der Verwendung von Hörnern (Teil 4) und Posaunen (Teil 6) in Homophonie mit dem Chor. "[Das] letzte Halleluja … ist Bruckners am weitesten entwickelte Fuge vor Bruckners Fünfter Sinfonie." Die fünfminütige Fuge ist reifer als die sehr formalen Fugen von Bruckners früheren Werken – eine Folge von Sechters Lehre. Unter anderem verwendet Bruckner in der Durchführung das Thema gegen seine Umkehrung. 

„Psalm 146 is also remarkable as the first piece in which Bruckner experimented with organic thematic integration on a large scale … [It] also deserves to be heard more often for the lovely string pianissimo in its opening bars that foreshadows the beginning of both the D minor and F minor Masses.“

„Psalm 146 ist auch deshalb bemerkenswert, weil es das erste Mal ist, dass Bruckner mit organischer Themenintegration in großem Maßstab experimentiert … [Das Stück] verdient es auch, öfter gehört zu werden wegen des schönen Streicher-Pianissimos in den Eröffnungstakten, die auf die Einleitungen der Messen in d-Moll und f-Moll vorausdeuten.“

## Diskografie
Es gibt drei kommerzielle Ausgaben:
- Wolfgang Riedelbauch: Anton Bruckner – Psalm 146 und Windhaager Messe, Hans-Sachs-Chor, Lehrergesangverein Nürnberg (Doppelchor) und Nürnberger Symphoniker, LP: Colosseum SM 548, 1972.
Diese Aufnahme verwendet eine von Riedelbauch selbst erstellte Partitur, die auf einer Kopistenabschrift des Autographs basiert. Diese historische Aufnahme von Psalm 146 wurde auf CD gebrannt, zusammen mit der Einspielung des Requiems unter Leitung von Hans Michael Beuerle: Klassic Haus KHCD-2011-092, 2011.[16]
- Gerd Schaller, Bruckner – Messe 3, Psalm 146, Orgelwerke, Philharmonischer Chor München und Philharmonie Festiva, CD : Profil Hänssler PH16034, 2015.
Der Klang bei Schaller ist breiter und auch detaillierter … Nur ein Wermutstropfen bleibt: Die Doppelchörigkeit des 3. Satzes ist nur bei Riedelbauch deutlich hörbar und entfaltet ihre Wirkung, bei Schaller lässt sie sich bestenfalls erahnen.[6]
- Franz Anton Krager, Texas Music Festival Orchestra, Texas Music Festival Chorus - Texas Music Festival Houston, 8. Juni 2024 – auf CD Symphonic Choral Masterworks of Anton Bruckner, Bruckner Society BSA-006 – mit Doppelchor und zusätzlichen Paukenwirbeln im 3. Satz.